# Nazionale maschile di beach soccer dell'Ecuador
La nazionale di beach soccer dell'Ecuador rappresenta l'Ecuador nelle competizioni internazionali di beach soccer ed è controllata dalla .